# Histoire coloniale du Cameroun
 (novembre 2018).
Pour un article plus général, voir Histoire du Cameroun.
L'histoire coloniale du Cameroun est une période de l'histoire du Cameroun allant de 1884, date de la signature du traité germano-douala, jusqu'en 1961, date de la réunification du pays.

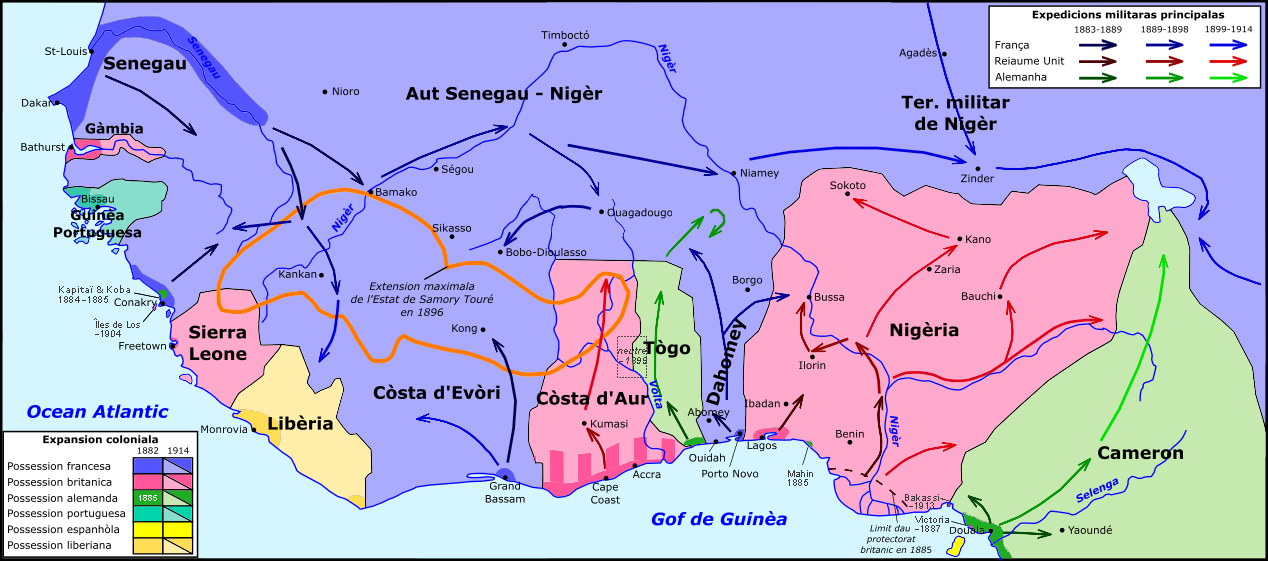
Colonisation européenne de l'Afrique de l'Ouest

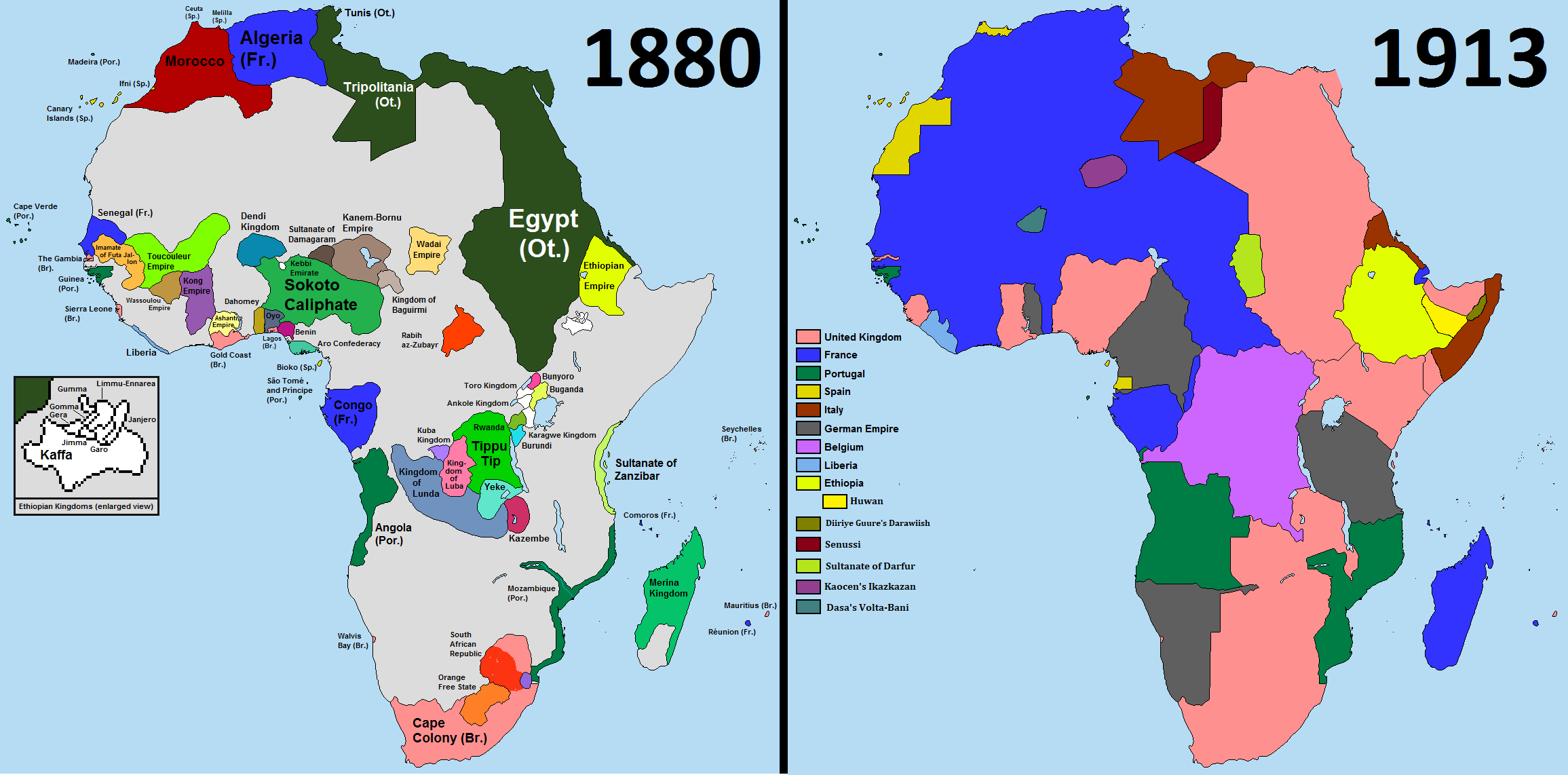
Expansion coloniale européenne de 1880 à 1913

## LeKamerunallemand

### Période 1845 - 1884

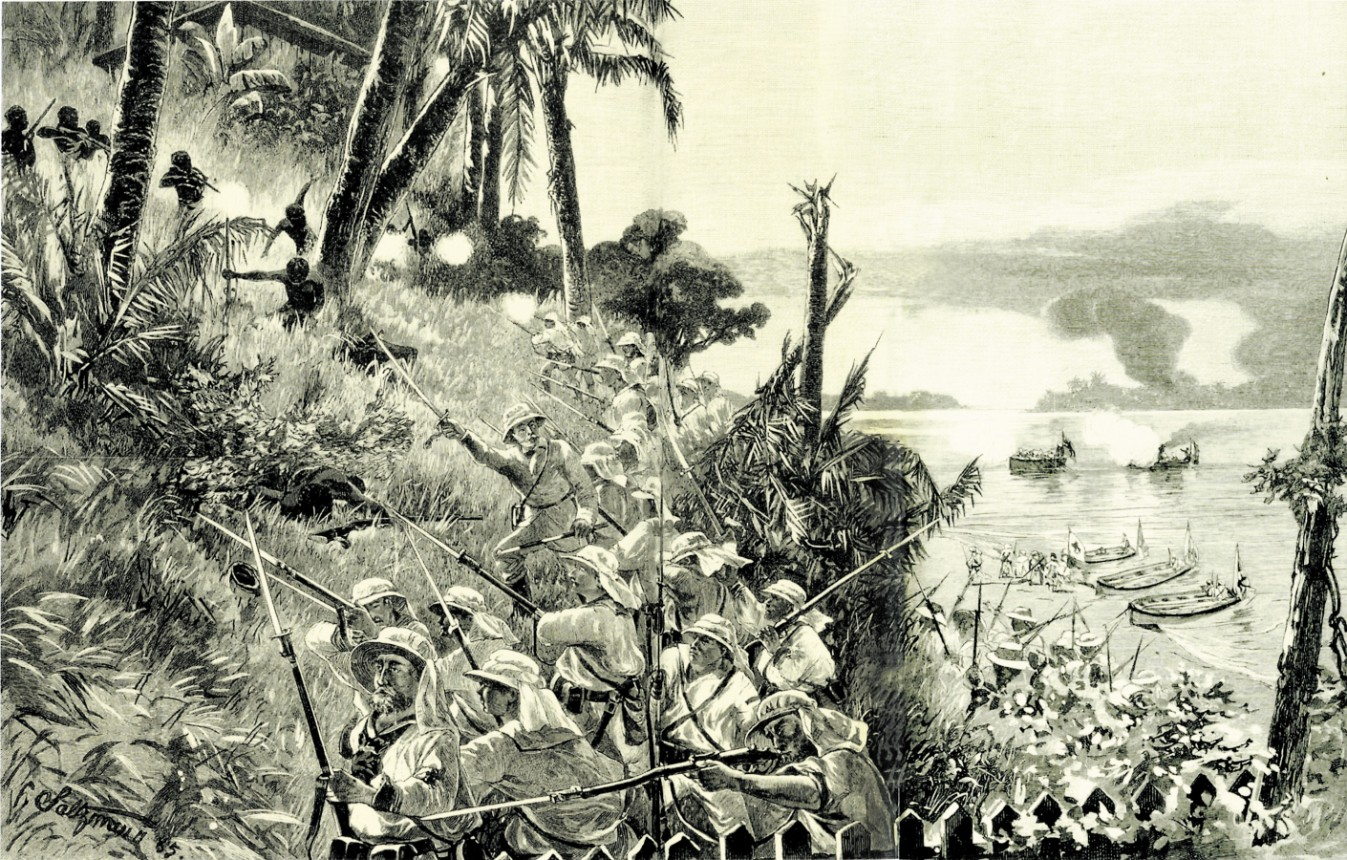
Décembre 1884 : assaut des bateaux de guerre Bismarck et Olga contre le village de Lock Priso, un chef local qui n'a pas signé les traités.

L'objectif des Britanniques est de développer leur commerce et de mettre un terme à l’esclavage dans la région, ce qui n'est pas du goût des chefs doualas de l'époque qui vont jusqu'à écrire à la reine Victoria pour lui signifier leur mécontentement.
Dans les années 1860-1870, les Français et les Allemands commencent à s'intéresser au Cameroun.
Le gouvernement allemand envoie Gustav Nachtigal négocier la mise sous tutelle allemande du Cameroun avec les chefs doualas.
Deux traités en ce sens sont signés avec des chefs de l'estuaire du Wouri appelé Cameroon River par les Britanniques : les traités germano-doualas.
Le premier de ces traités, qui date du 12 juillet 1884, marque la naissance internationale du Cameroun moderne.
Le 14 juillet 1884, le drapeau allemand flotte à Cameroon Towns devenu Kamerun pour les Allemands et plus tard Douala, et ce territoire devient sous protectorat allemand du Kamerun.

### Période 1884 - 1922
Malgré l'opposition des chefs doualas, le protectorat allemand s'étend du lac Tchad au nord aux rives de la Sangha au sud-est. Le long de leur progression vers l'est, les Allemands se heurtent aux populations locales qui pensent leur commerce menacé.
L'Allemagne est en particulier intéressée par le potentiel agricole du Cameroun et confie à de grandes firmes le soin de l'exploiter et de l'exporter. Le chancelier Bismarck définit l'ordre des priorités comme suit : le marchand d'abord, le soldat ensuite. Ce serait en effet sous l'influence de l'homme d'affaires Adolph Woermann, dont la compagnie a implanté une maison de commerce à Douala, que Bismarck, d’abord sceptique sur l’intérêt du projet colonial, s'est laissé convaincre. De grandes compagnies commerciales allemandes (Woermann, Jantzen und Thoermalen) et compagnies concessionnaires (Sudkamerun Gesellschaft, Nord-West Kamerun Gesellschaft) s'implantent massivement dans la colonie. Laissant les grandes compagnies imposer leur ordre, l'administration se contente de les épauler, de les protéger, et de tenter d'éliminer les rébellions indigènes.
Le Kamerun Schutzgebiet est placé sous l'autorité d'un gouverneur représentant le chancelier du Reich et divisé en unités administratives dénommées postes et stations pour les plus petites, Bezirk (au sud) et Residentur (au nord) pour les grandes.

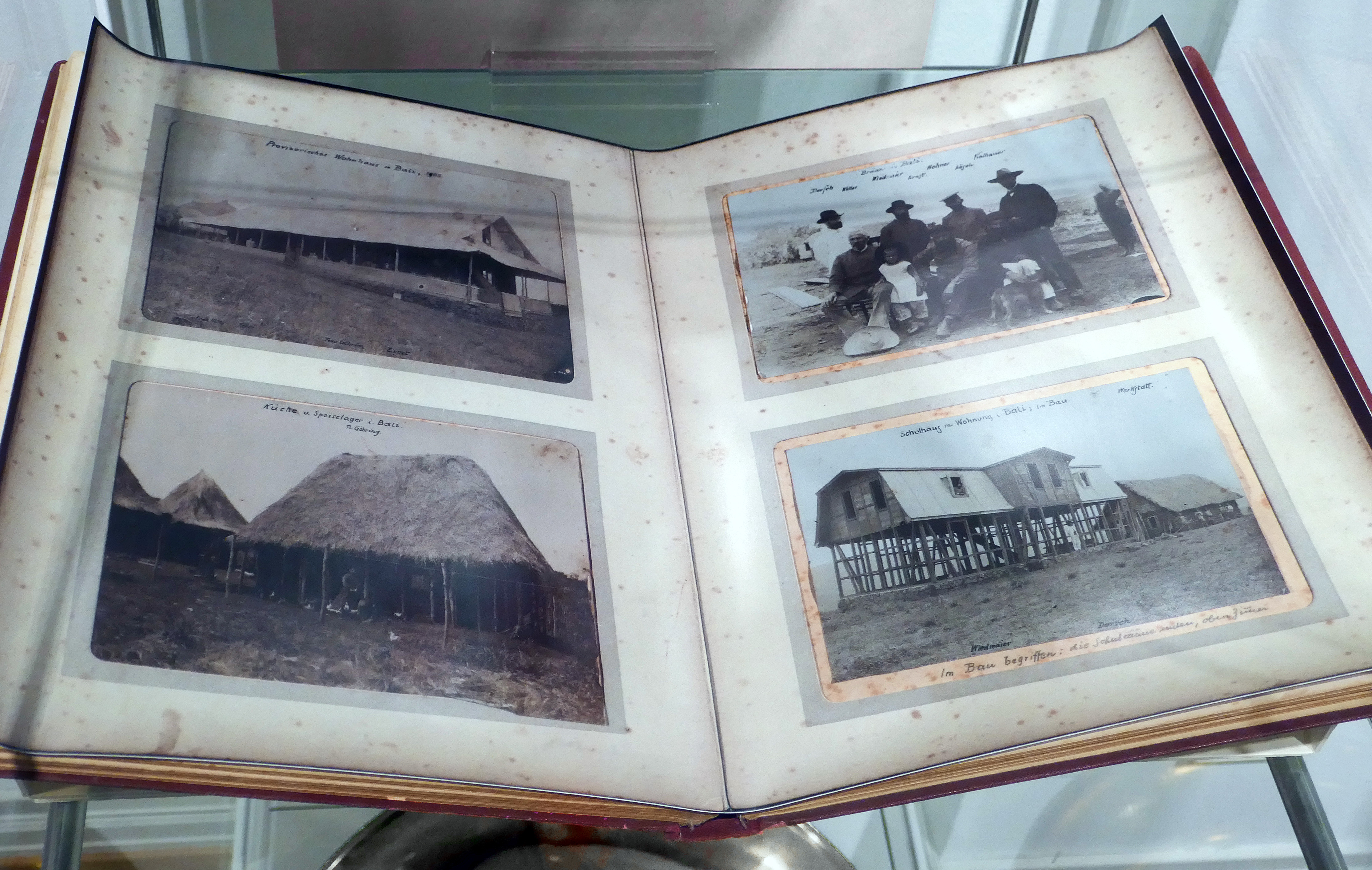
Album photographique de Heinrich Dorsch, missionnaire allemand à Bali entre 1904 et 1910.

Douala est tout d'abord choisie pour abriter la résidence des gouverneurs et le siège du gouvernorat (1885-1901), puis c'est le tour de Buéa (1901-1909), au climat plus frais, et choisie par le gouverneur von Puttkamer. L'éruption du Mont Cameroun qui a lieu en 1908 met prématurément fin au règne de Buéa. La résidence retourne à Douala, mais les Allemands se heurtent à la révolte des Doualas qui refusent de se laisser expulser de leurs terres. Considéré comme une zone d'exploitation, le protectorat du Kamerun est mis en valeur par ses nouveaux maîtres sur les plans agricole et infrastructurel. En agriculture, les Allemands créent de grandes plantations de produits d'exportation, cacao, café, banane, caoutchouc, huile de palme, dont la plupart sur les flancs du Mont Cameroun. Pour l'exportation des produits cultivés, les Allemands ouvrent de nombreuses routes, construisent des ports et surtout des chemins de fer. Ils mettent également en place les premières infrastructures télégraphiques, téléphoniques et radiotélégraphiques.

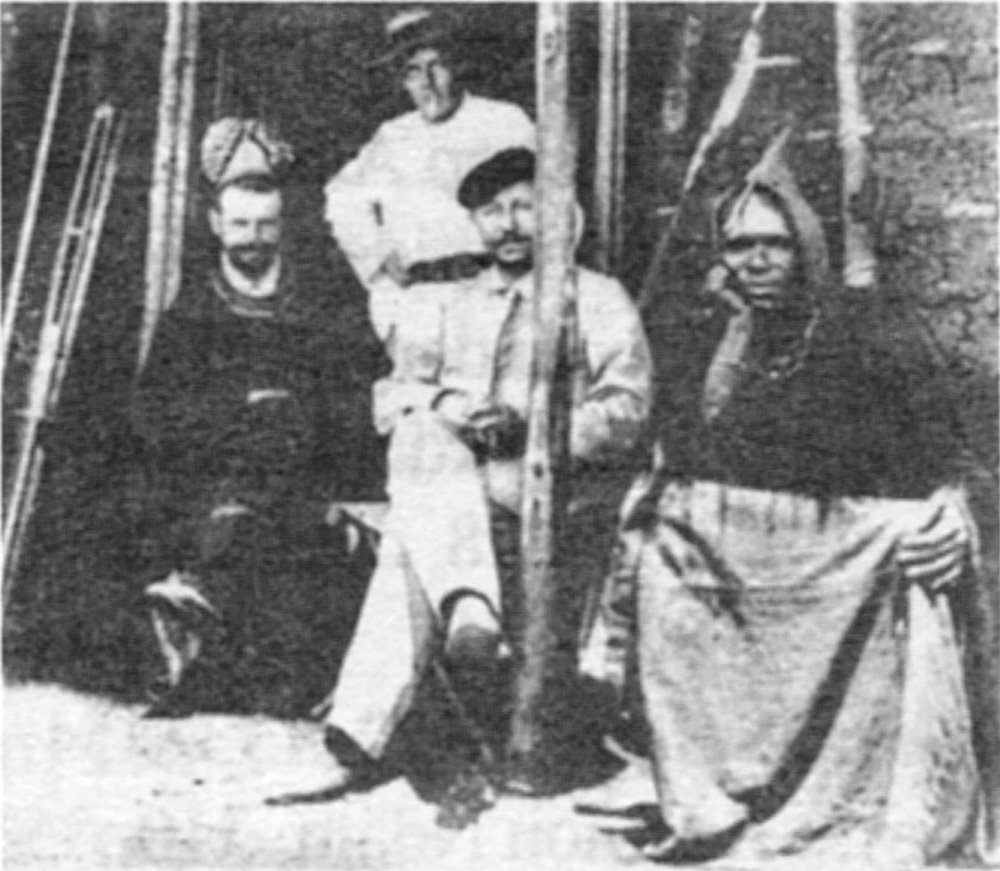
Eugen Zintgraff et le fon Galega Ier.

Des révoltes éclatent dans les plantations et dans la région de Douala, jusqu'à la grève de l'impôt. Néanmoins, la maîtrise allemande n'est pas remise en cause par ces événements.
En dehors de la période de la signature du traité germano-douala, les Allemands rencontrent de la résistance et des révoltes dans leur tentative de conquête de l'arrière-pays du Cameroun. Les Allemands se font aider dans leurs conquêtes par des chefs traditionnels dont les plus célèbres sont le djanea Galega Ier de Bali, le sultan Bamoun Ibrahim Njoya, et Charles Atangana, plus tard nommé Oberhaüptling (chef supérieur) des Yaoundé et Bane.
Ils atteignent néanmoins l'Adamaoua en 1899 et le lac Tchad en 1902, après des guerres meurtrières qui laminent les États foulbés et le royaume Mandara (déjà très affaibli contre les incessantes guerres contre les Peuls et le royaume du Kanem-Bornou). Seul le royaume bamoun, avec son souverain Njoya (1875-1933), évite la guerre en négociant avec les Allemands. Le sultan Njoya ouvre son pays aux innovations politiques et économiques proposées pour ne pas être démis de son pouvoir. En 1911, le territoire du Kamerun s'élargit d'une partie du Congo cédée par la France (le bec de Canard, car donnant accès au fleuve Congo)

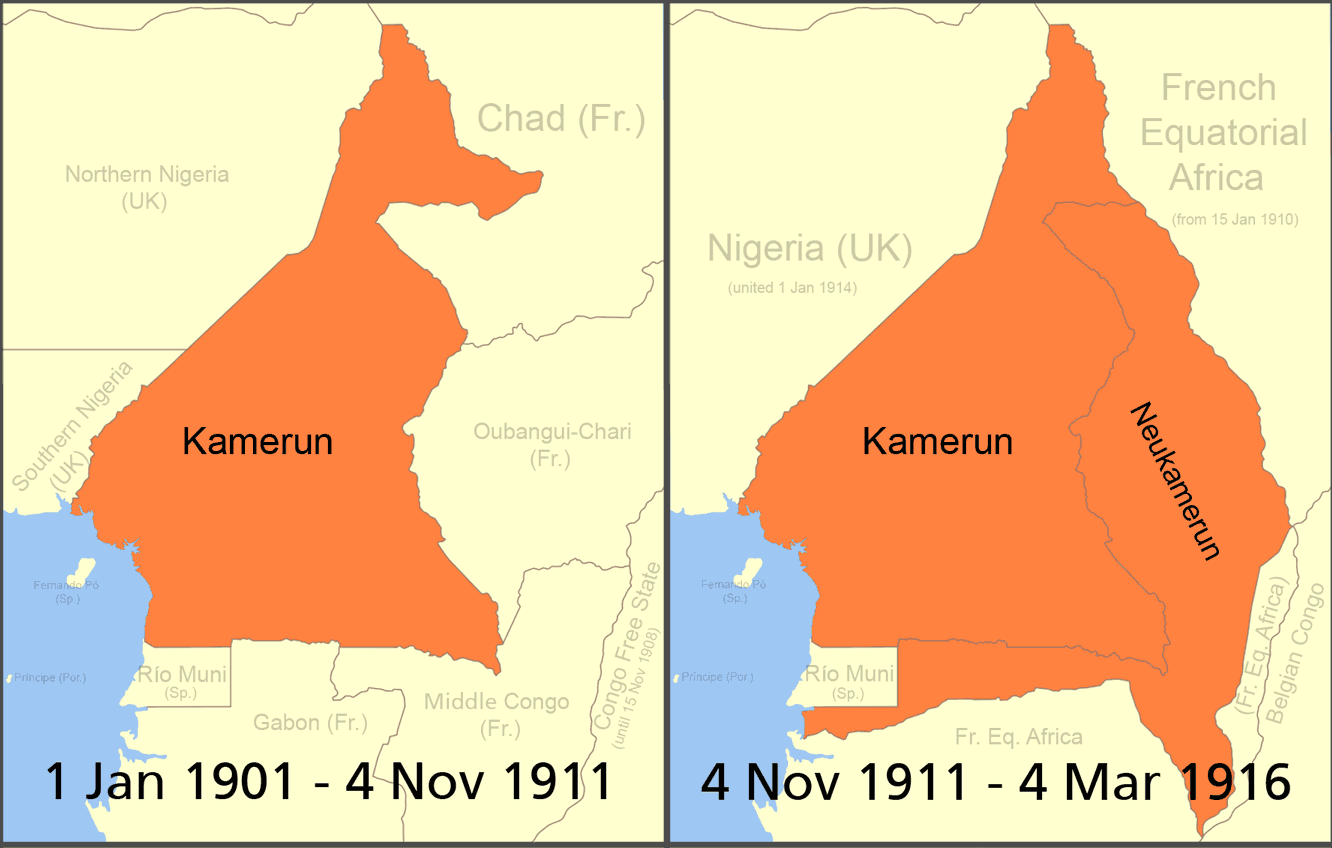
Le Kamerun allemand avant et après le coup d'Agadir en 1911.

Dans le sud forestier, l’armée allemande s’empare de Kribi le 15 octobre 1887. En 1894, le Major Hans Dominik établit son poste militaire à Yaoundé puis des relations amicales sont établies avec plusieurs chefs comme Charles Atangana, Nanga-Eboko. L'Est est colonisé et pacifié seulement en 1907 par le major Hans Dominik.
En 1908, la capitale est transférée à Douala. En 1911, faisant suite au traité de Fès destiné à régler le litige sur le Maroc (voir article : Coup d'Agadir), les Français cèdent certains de leurs territoires d'Afrique équatoriale aux Allemands, que ces derniers baptisent aussitôt : Neukamerun (« Nouveau Cameroun »).
L'Allemagne envisage de se bâtir un grand empire africain, qui relierait, à travers le Congo, le Kamerun à ses possessions d'Afrique orientale. Le Congo belge, indique le ministre allemand des Affaires étrangères peu avant la Première guerre mondiale, est une trop grande colonie pour un trop petit pays. Pendant la Première Guerre mondiale au cours de laquelle le Cameroun est conquis par les forces franco-britanniques (l'entrée des troupes alliés à Yaoundé le 1er janvier 1916 marque la fin de la colonie allemande), la colonie allemande est partagée en deux territoires confiés par des mandats de la Société des Nations (SDN) en 1922, à la France (pour les quatre cinquièmes) : le Cameroun français ; et le reste au Royaume-Uni (pour les un cinquièmes) : le Cameroun britannique.

## Le Cameroun français

### Colonie allemande (1884-1916)
La majeure partie du Cameroun constitue la colonie allemande du Kamerun, puis s'y ajoute le Neukamerun pour les territoires cédés par la France en 1911 après la crise d'Agadir.
Deux figures médicales importantes pour le traitement des maladies tropicales au Cameroun sont Hans Ziemann (1865-1939) et Philalethes Kuhn (de) (1870-1937).

### Période mandataire française (1916-1946)

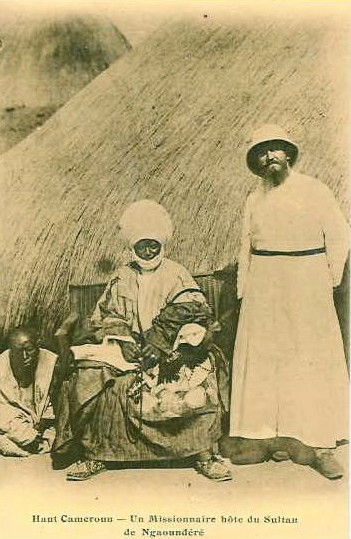
Missionnaire français avec le sultan de Ngaoundéré en 1920.

Une partie de l'ancien Kamerun allemand est confiée à la France par la Société des Nations au terme de la Première Guerre mondiale. Cette partie, la plus vaste (431 000 km²), mais peu peuplée (environ 2 000 000 d'habitants), est dirigée par un Haut-Commissaire, et placée sous le régime colonial de l'indigénat, qui consiste à laisser aux indigènes le soin de régler les problèmes qui ne concernent qu'eux par le biais de leurs autorités traditionnelles. La capitale du Cameroun français est transférée à Douala.
Pendant les vingt premières années de son mandat, la France doit notamment s'employer à liquider les rébellions de populations Kirdi dans le nord du Cameroun. Si la pacification de cette région s'accompagne de massacres et de pillages récurrents, la France, à la différence de l'Allemagne, pratique aussi une politique d'assimilation à l'instar de ce qui se passe dans ses autres colonies.
Dans les années 1920 et 1930, les autorités françaises entreprennent d'amadouer les chefs traditionnels de façon à se constituer un auxiliariat indigène susceptible de relayer leurs politiques auprès des populations sans nécessairement apparaître comme leurs instigatrices. Par le jeu de la nomination et de la destitution des chefs, une telle sous-traitance permet également de se départir de la responsabilité de certaines violences auprès de l'opinion extérieure et de la SDN (à laquelle la France doit rendre des comptes sur sa gestion). Les chefs traditionnels sont ainsi chargés de la collecte des impôts et du recrutement de main d’œuvre.
L'administration française, réticente à rétrocéder aux compagnies allemandes leurs possessions d'avant guerre, en réattribue certaines à des compagnies françaises. C'est notamment le cas pour la Société financière des caoutchoucs, qui obtient des plantations mises en exploitation pendant la période allemande et devient la plus grande entreprise du Cameroun sous mandat français.
Les autorités coloniales françaises développèrent les cultures de rente, notamment les plantations de caoutchouc, de cacao, de bananes et d’huile de palme.
De nombreuses routes sont construites pour relier les principales villes entre elles, ainsi que diverses infrastructures telles que ponts et aéroports.
La ligne de chemin de fer Douala-Yaoundé, commencée sous le régime allemand, est achevée.
Des milliers d'ouvriers sont déportés de force vers ce chantier pour y travailler cinquante-quatre heures par semaine.
Les ouvriers souffrent également du manque de nourriture et de la présence massive de moustiques.
En 1925, le taux de mortalité sur le chantier s'élève à 61,7 %.
Les autres chantiers ne sont cependant pas aussi meurtriers, bien que les conditions de travail y soient généralement très dures.
La France cherche aussi à favoriser l'émergence d'une nouvelle classe indigène ; le ministère des Colonies indique en 1924 : « Il est de notre intérêt de créer une bourgeoisie agricole qui formera l’élément stabilisateur de la population et sera pour le gouvernement local un auxiliaire non négligeable. Il nous sera alors possible d'opposer aux éléments trop orientés vers les spéculations de l'esprit et volontiers enclins à adhérer aux idées extrémistes, une classe équilibrée... »
Après l'instauration du régime de Vichy et l'appel du général de Gaulle au combat contre l'Allemagne, l'administration française du Cameroun se montre hésitante.
Les colons sont majoritairement favorables à Pétain, mais d'autres s'inquiètent d'un armistice qui pourrait conduire l'Allemagne à reprendre possession de son ancienne colonie.
Au cours de la nuit du 25 au 26 août 1940, débarquent le capitaine Leclerc et ses 22 hommes dans les marais de Douala qui rallient le détachement du capitaine Louis Dio (armée française régulière du Cameroun) à la cause de la France libre.
Celui-ci revient de Fort-Lamy (N'Djaména) avec un détachement de tirailleurs sénégalais.
La ville et l'administration coloniale tombent rapidement aux mains du détachement Leclerc après le ralliement du détachement du capitaine Louis Dio et le 8 octobre le Général de Gaulle arrive à Douala pour préparer la prise du Gabon.
Le système instauré par la France libre s'apparente à une dictature militaire[réf. nécessaire].
Leclerc instaure l'état de siège sur tout le territoire et abolit presque toute liberté publique[réf. nécessaire].
L'objectif est de neutraliser tout sentiment potentiellement indépendantiste de sympathie pour l'ancien colonisateur allemand[réf. nécessaire].
Les indigènes connus pour leur germanophilie sont exécutés en place publique[réf. nécessaire].
En matière de conscription, les autorités gaullistes adoptent rapidement des méthodes particulièrement brutales : arrestations collectives, rafles dans les quartiers indigènes, interpellations des pères pour obliger les fils à s'engager, etc.
Dans certains cas, des indigènes se sont mutilés pour échapper au recrutement.
Au total, plus de 10 000 Camerounais vont combattre aux côtés des troupes françaises au cours de la guerre.
Des dizaines de milliers de travailleurs sont par ailleurs mis au service de l'effort de guerre.
Certains administrateurs, prenant prétexte des circonstances exceptionnelles imposées par la guerre, usent de la torture pour faire avouer de simples vols. C'est notamment le cas de Henri-Paul Salin, qui dans une lettre au gouverneur suggère la généralisation de ce genre de méthodes.
Des magistrats proclament ouvertement la suprématie blanche : « Tant que je serai là, un Nègre n'aura pas raison, au tribunal, contre un Blanc », déclare Luciardi, le procureur de Douala.

### Période tutélaire française (1946-1960)

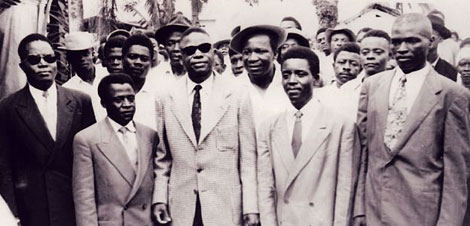
Leaders de l'Union des populations du Cameroun (UPC).

Après la Seconde Guerre mondiale, l'ONU change le statut du Cameroun français qui, de mandat, devient mis en tutelle, mais est malgré tout intégré à l'Union française comme les autres colonies. En 1946, une Assemblée Représentative du Cameroun (ARCAM) fut constituée ; depuis 1945 Louis-Paul Aujoulat (MRP, siège de 1945 à 1955) et Alexandre Douala Manga Bell (MRP, siège de 1945 à 1957) siègent déjà à l'Assemblée nationale française, rejoints par Jules Ninine (guadeloupéen) de 1946 à 1958. André-Marie Mbida et Maurice Plantier (futur député des Pyrénées-Atlantiques en 1973-1978) y siègeront pour leur part en 1956-1958.
En septembre 1945, à Douala, des colons ouvrent le feu sur une manifestation de grévistes la faisant dégénérer en émeute. Les affrontements s'étendent et un avion sera même utilisé pour mitrailler les émeutiers. Officiellement, selon les autorités coloniales, le bilan serait de 8 morts et 20 blessés, mais les estimations tournent aujourd'hui autour d'une centaine de morts. La presse métropolitaine, notamment en raison de la censure militaire, publie des comptes rendus fantaisistes, attribuant la responsabilité de ces évènements à des « foules indigènes » (comme l'écrit le quotidien Combat) et reprenant les chiffres communiqués par les autorités.
Les premiers syndicats s'organisent à l’initiative de communistes français (qui seront expulsés par l'administration coloniale) et sont rapidement repris en main par des Camerounais. Ruben Um Nyobè prend ainsi la tête de l'Union des syndicats confédérés du Cameroun (USCC). Le 10 avril 1945, un groupe d'intellectuels et de syndicalistes fonde discrètement, dans un café de Douala, l'Union des populations du Cameroun.
Le travail forcé est officiellement aboli en 1946 sous le pression du Parti communiste français et du Rassemblement démocratique africain. Dans les faits, il perdurera largement dans les années 1950. Les salaires et conditions de travail proposés par les grandes compagnies sont si repoussants qu'elles sont obligées de forcer les Camerounais à y travailler. La hiérarchie de l’Église catholique recours également parfois à ces méthodes. À l'extérieur, les observateurs sont généralement cléments : le journal Le Monde avait considéré « nettement imprudent » l'abolition du travail forcé et la « mission de visite » de l'ONU en 1949, composée principalement de représentants de nations coloniales, qualifie de « communistes » les sources mentionnant le maintien de ces pratiques. Quelques autres visites de l'ONU se reproduiront mais sans conduire à aucun résultat André Bovar, le président de l'Assemblée du Cameroun (ARCAM), se souvient de « villages Potemkine » : « Les visites de l'ONU, ça se passait bien. On connaissait leur itinéraire à l'avance. Par conséquent, on blanchissait les cases et on rénovait les écoles. C'était très décontracté, et le résultat d'ailleurs était très favorable. »
Dans les années 1950 également, les atteintes aux libertés politiques sont massives : mutations de fonctionnaires sensibles au discours indépendantiste, plaintes sans fondement à répétition, interdiction de réunions, surveillance généralisée, intimidations, fraudes électorales, incarcérations, etc. L'Union des populations du Cameroun (UPC), organisation la plus populaire du territoire, n'obtiendra jamais aucun élu à l'Assemblée camerounaise ou au Parlement français. L'administrateur Jacques Rousseau expliquera à ce propos : « La désignation des leaders camerounais, ça se passait au niveau du Haut commissaire ou du gouvernement français. » Les jours d'élections, le nombre de bulletins est généralement supérieur au nombre d'inscrits. La surveillance policière est constante. Les agents de la Sureté tentent d'infiltrer chaque mouvement social, jusqu'aux clubs de femmes. Des centaines de dirigeants politiques, religieux ou syndicaux sont fichés et notés en fonction de leur degré de « francophilie ». Les sièges de l'UPC sont régulièrement perquisitionnés, les archives, matériels et argents sont saisis sans recours possible.
Dès les années 1940, les autorités coloniales encouragèrent la diversification agricole. C'est l'apparition de nouvelles cultures de rentes comme le café dans l’ouest ou le coton dans le nord.
L’élevage et l’exploitation du bois prirent une dimension nouvelle grâce aux nouvelles routes. Cette période voit l’ouverture de nouvelles écoles tant publiques que privées et aussi de plusieurs écoles secondaires, dont le lycée Leclerc. Les autorités coloniales commencèrent à envoyer les meilleurs étudiants à Dakar et en France pour suivre des études supérieures.
Le Cameroun est confronté au milieu des années 1950 à une crise économique causée par la chute des cours du cacao. En mai 1955, les arrestations de militants indépendantistes sont suivies d'émeutes dans plusieurs villes du pays. La répression fait plusieurs dizaines (l'administration française en recense officiellement vingt-deux, bien que des rapports secrets en reconnaissent beaucoup plus) ou centaines de morts. L’UPC, qui voulait l’unification du Cameroun britannique et du Cameroun français, mais aussi l’indépendance immédiate, est interdit et près de 800 de ses militants sont arrêtés, dont beaucoup seront battus en prison.
En 1956, la France accorde l’autonomie interne et l’assemblée devient Assemblée Législative du Cameroun (ALCM). En 1957, André-Marie Mbida est choisi comme premier ministre par Pierre Messmer et Ahmadou Ahidjo devient premier ministre adjoint. Malgré l'intervention de Ruben Um Nyobe (chef de l'UPC), le nouveau gouvernement refusa de lever l'interdiction qui frappait l'UPC. Celle-ci prend alors le maquis. En 1958, Mbida dut démissionner et Ahidjo le remplace. Um Nyobé est tué par les troupes françaises qui le traquaient dans le maquis, en pays Bassa.
Le 1er janvier 1960, le Cameroun sous tutelle française devenait indépendant et prenait le nom de République du Cameroun.

## Le Cameroun britannique

### Colonie allemande (1884-1922)
La majeure partie du Cameroun constitue la colonie allemande du Kamerun, puis s'y ajoute le Neukamerun pour les territoires cédés par la France en 1911 après la crise d'Agadir.
Deux figures médicales importantes pour le traitement des maladies tropicales au Cameroun sont Hans Ziemann (1865-1939) et Philalethes Kuhn (de) (1870-1937).

### Période mandataire britannique (1922-1946)
Une partie de l'ancien Kamerun allemand est confié au Royaume-Uni, par la Société des Nations au terme de la Première Guerre mondiale. Cette partie, une bande de terre (85 000 km²) bordant la colonie et protectorat du Nigeria de l'océan Atlantique au lac Tchad, est gouverné depuis Lagos en tant que partie du Nigeria et placé sous le régime colonial de l'indirect rule, qui consiste à laisser les autorités indigènes (native-authorities) administrer les populations locales selon leurs coutumes, sauf lorsque celles-ci sont en contradiction avec les principes de la civilisation britannique.
Les Britanniques divisent administrativement le territoire en deux régions, le Cameroun septentrional (Northern Cameroons) et le Cameroun méridional (Southern Cameroons). Le Cameroun septentrional est composé de deux sections non contiguës, divisées par un point de rencontre entre les frontières du Nigeria et du Cameroun, et est administré comme une partie de la région du nord du Nigeria. Le Cameroun méridional est administré comme une province de l'est du Nigeria. Au Cameroun britannique, de nombreux Allemands sont autorisés à diriger les plantations de la zone côtière méridionale après la Première Guerre mondiale. Une publication parlementaire britannique intitulé Report on the British Sphere of the Cameroons, rapporte que les plantations allemandes étaient « dans l'ensemble... de merveilleux exemples d'industrie, basés sur de solides connaissances scientifiques. Les indigènes ont appris la discipline et ont pris conscience de ce que l'industrie peut accomplir. Un grand nombre de ceux qui retournent dans leurs villages se lancent dans la culture du cacao ou d'autres plantes pour leur propre compte, augmentant ainsi la prospérité générale du pays ». Dans les années 1930, la population blanche est encore composée majoritairement d'Allemands, dont la plupart sont internés dans des camps britanniques à partir de juin 1940. La population autochtone a montré peu d'intérêt à se porter volontaire pour les forces britanniques pendant la Seconde Guerre mondiale ; seuls 3 500 hommes l'ont fait.

### Période tutélaire britannique (1946-1961)

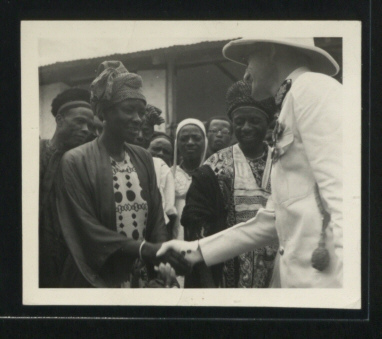
La Mafaw de Fontem salue le commissaire.

Lorsque la Société des Nations cesse d'exister en 1946, le Cameroun britannique est reclassé comme territoire sous tutelle de l'ONU, toujours sous contrôle britannique. Le 12 juin 1946, les Nations unies ont approuvé les accords de tutelle pour que le Cameroun britannique soit gouverné par le Royaume-Uni.
En juin 1957, le militant indépendantiste Ndeh Ntumazah fonde le One Kamerun, considéré comme la branche anglophone de l'Union des populations du Cameroun (UPC). Les autorités britanniques collaborent toutefois avec les autorités françaises, malgré leur animosité réciproque, dans la répression des militants upécistes réfugiés au Cameroun britannique. Isaac Tchoumba Ngouankeu, l'un des leaders de l'UPC, est ainsi livré à l'administration française. En avril 1957, des commandos français pénètrent secrètement (sans en avoir averti les Britanniques) dans un siège de l'UPC, incendient les bâtiments et exécutent plusieurs militants.
Le Cameroun français est devenu indépendant et prend le nom de République du Cameroun le 1er janvier 1960, et l'indépendance du Nigeria est prévue pour la même année, ce qui a soulevé la question de savoir ce qu'il fallait faire du Cameroun britannique. Après quelques discussions (qui duraient depuis 1959), un référendum est décidé et organisé le 11 février 1961 laissant deux choix aux populations locales : se rattacher au Nigeria ou se rattacher au Cameroun.
La partie nord du Cameroun britannique à majorité musulmane opte pour son rattachement avec le Nigeria, et la partie sud à majorité chrétienne et animiste opte pour son rattachement avec le Cameroun.